# Karl Randolf
Karl Randolf (auch: Karl Randolf-Zahradniczek), geborener Zahradniczek (* 15. April 1916 in Wien; † 1993), war ein österreichischer Dirigent.

## Leben
Karl Randolf war der Sohn von Karl und Elise Zahradniczek (geborene Wallner). Er heiratete 1940 Lotte Randolf, mit der er die Kinder Gertraud und Rudolf hatet. 1968 heiratete er in zweiter Ehe Marlies Oettner, aus der die Kinder Sonja und Christine hervorgingen.

Er besuchte das Gymnasium und die Staatsakademie für Musik und Darstellende Kunst Wien. Er war anschließend am Landestheater Linz tätig, ab 1939 als zweiter und ab 1941 als erster Opernkapellmeister. Von 1942 bis 1946 war er in der Wehrmacht und in der Kriegsgefangenschaft. 1946 kehrte er ans Landestheater Linz zurück. 1948 war er Chefdirigent des Österreichischen Rundfunks bei Radio Graz. Anschließend folgten Tätigkeiten im Staatstheater Oldenburg als Generalmusikdirektor (1955–1967), am Städtischen Symphonieorchester Innsbruck als Chefdirigent (1966–1972), an der Volksoper Wien als Dirigent sowie im Opernstudio der Staatsoper Wien (1983–1986). Er war ab 1973 Leiter der Dirigentenklasse am Konservatorium der Stadt Wien. 

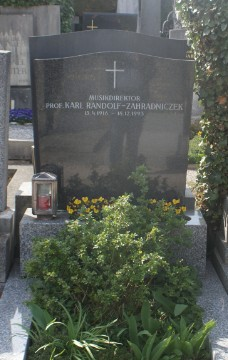
Grabstätte von Karl Randolf

Er absolvierte Gastspiele in Europa und Übersee.
Karl Randolf wurde auf dem Perchtoldsdorfer Friedhof begraben.